# Ctenomys bicolor
Ctenomys bicolor é uma espécie de mamífero da família Ctenomyidae. Endêmica do Brasil, onde pode ser encontrada nos municípos de Primavera de Rondônia e Pimenta Bueno, no estado de Rondônia.
Considerada como uma subespécie do Ctenomys minutus por alguns autores, foi elevada a categoria de espécie distinta com base em análises moleculares e morfológicas.